# 三苯基膦氯化亚金
三苯基膦氯化亚金（英語：Chloro(triphenylphosphine)gold(I)）也稱為金磷錯合物，是化學式為(Ph3P)AuCl的配合物，是由三苯基膦及氯化亚金形成的無色晶體。

## 製備及結構
此錯合物可以用95%乙醇溶液中的三苯基膦還原氯金酸而得：
HAuCl4  +  H2O  +  2 PPh3   →   (Ph3P)AuCl  +  Ph3PO  +  3 HCl
過程中氯金酸的黃色消退，三苯基膦氯化亞金以微小針狀結晶慢慢析出。
此配合物是線性的配位幾何，和大部份亚金的化合物類似。

## 反應性
三苯基膦氯化亚金是金化學中常見的試劑，許多金配合物（有時會誤稱為鹽類）可以用此方式製備，包括三氟甲磺酸酯及硝酸鹽。
三苯基膦三氟甲磺酸金(Ph3PAuOTf)是一些有機合成中重排反應的催化劑。

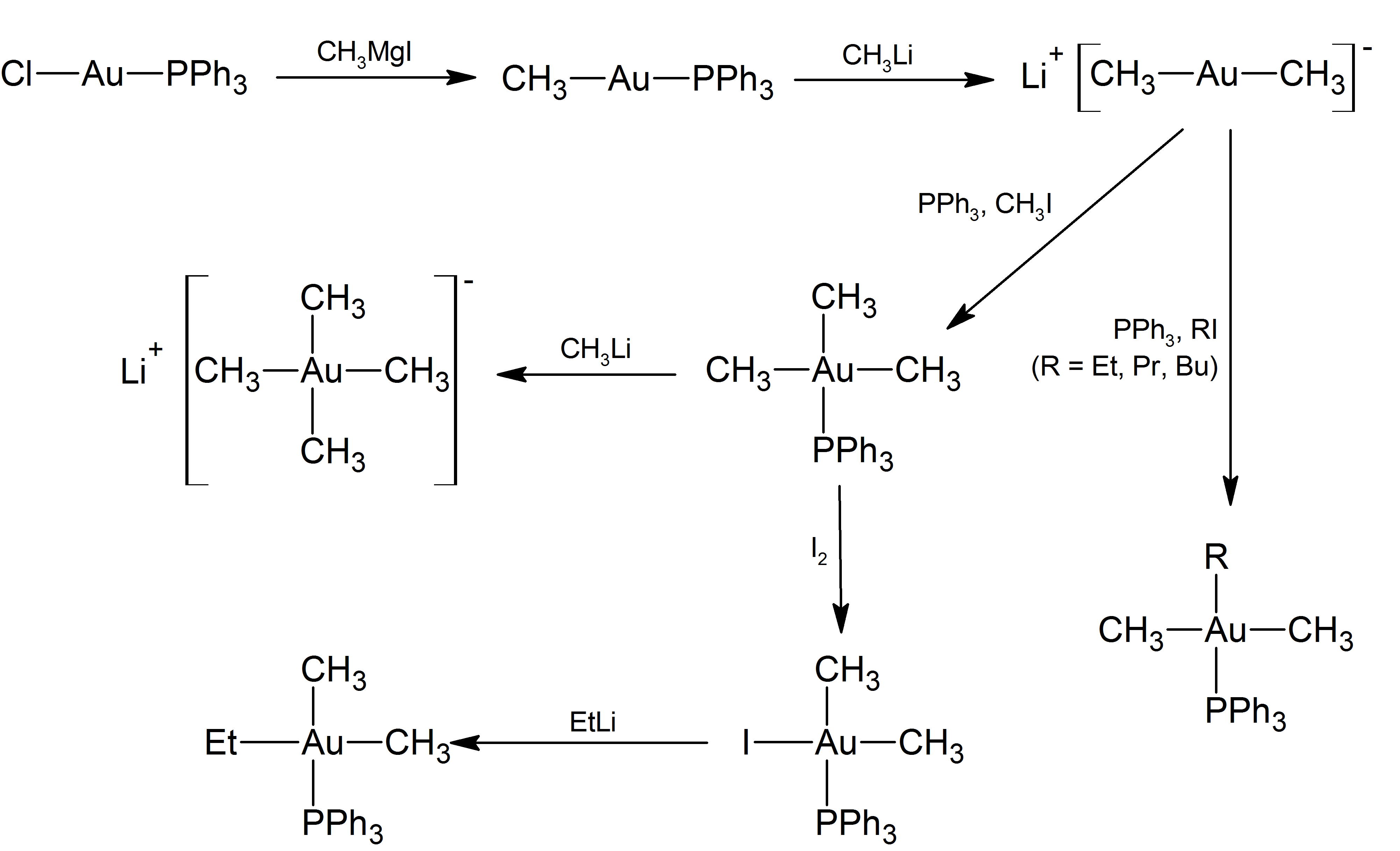
Au(I)和Au(III)的有機金屬化合物，其中三苯基膦氯化亚金為先驅物